# Любитель-2
Люби́тель-2 — советский среднеформатный двухобъективный зеркальный фотоаппарат производства Ленинградского оптико-механического объединения (ЛОМО).
Разработан на основе камеры «Любитель», установлен автоспуск и кабельный синхроконтакт «Х», выдержка синхронизации с фотовспышкой — любая.
«Любитель-2» выпускался с 1955 по 1979 год, произведено 2.232.245 штук.

## Технические характеристики
- Тип применяемого фотоматериала — плёнка типа 120 (12 кадров).
- Размер кадра — 6 × 6 см.
- Корпус — пластмассовый, с откидной задней стенкой. В корпусе имеется отсек для хранения светофильтров.
- Съёмочный объектив Триплет «Т-22» 4,5/75, просветлённый. Диафрагмирование объектива до f/22.
- Объектив видоискателя — однолинзовый 2,8/60, механически связан со съёмочным объективом, фокусировка происходит одновременно.
- Диапазон фокусировки — от 1,3 м до бесконечности.
- Видоискатель — светозащитная шахта, в центре фокусировочного экрана находится матовый круг. Для облегчения фокусировки применяется откидная лупа. Шахта может быть трансформирована в рамочный видоискатель.
- Затвор — центральный межлинзовый, выдержки 1/10, 1/25, 1/50, 1/100, 1/200 и «В». На аппаратах с 1959 года — 1/15, 1/30, 1/60, 1/125, 1/250 и «В».
- Взвод затвора и перемотка плёнки — раздельные. Для контроля перемотки плёнки по цифрам на ракорде рольфильма на задней стенке камеры имеется окно со светофильтром красного цвета.
- Резьба штативного гнезда — 3/8 или 1/4 дюйма (на более поздних выпусках).

## Дальнейшие разработки
- На базе камер «Любитель» и «Любитель-2» разработан и выпускался трёхобъективный среднеформатный стереоскопический фотоаппарат «Спутник». Также на их базе разработан и выпускался очень малой серией двухобъективный среднеформатный фотоаппарат «Нева».
- С 1976 года начат выпуск улучшенной модели «Любитель-166» с совмещённым взводом затвора и перемоткой плёнки.

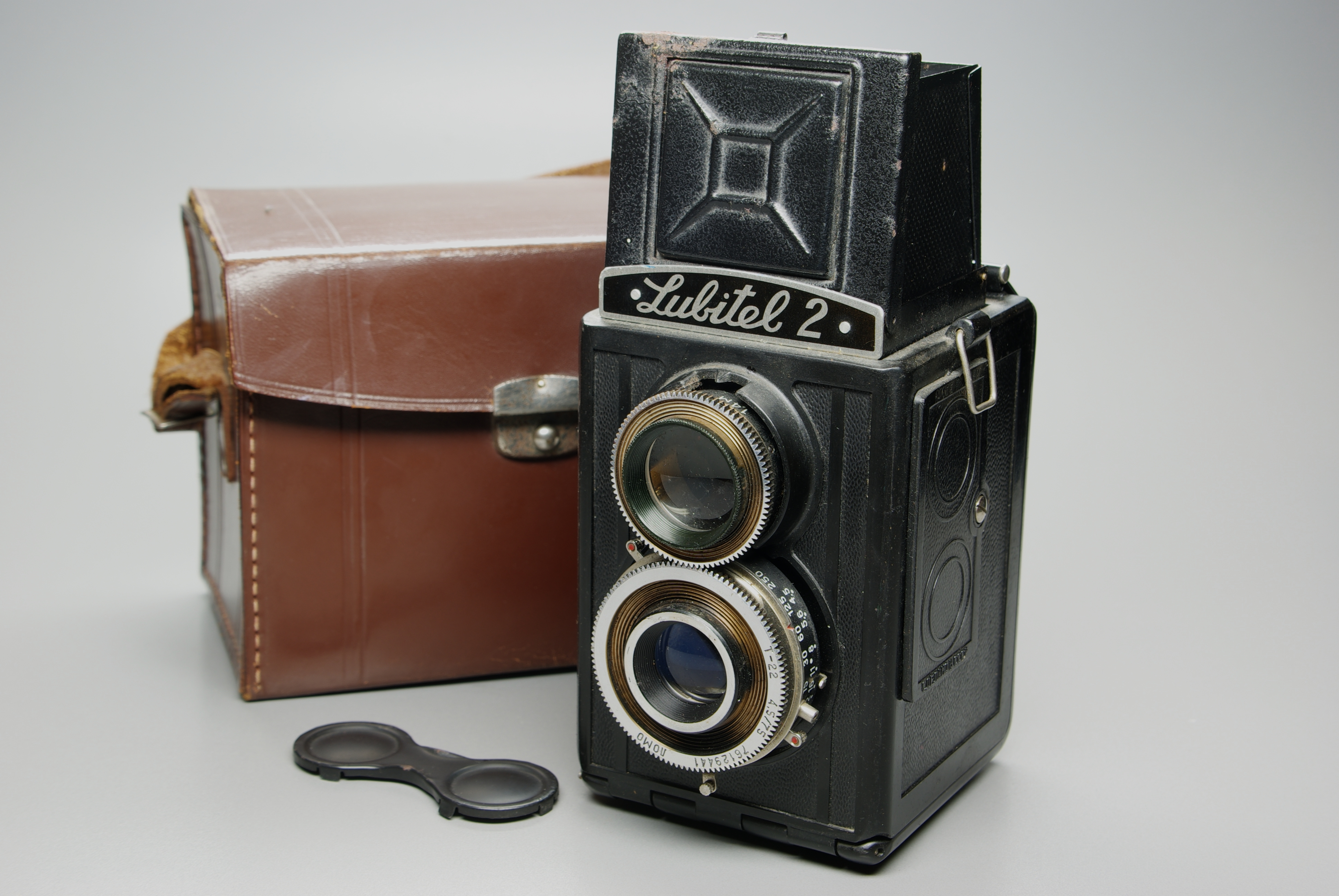
«Любитель-2» и футляр
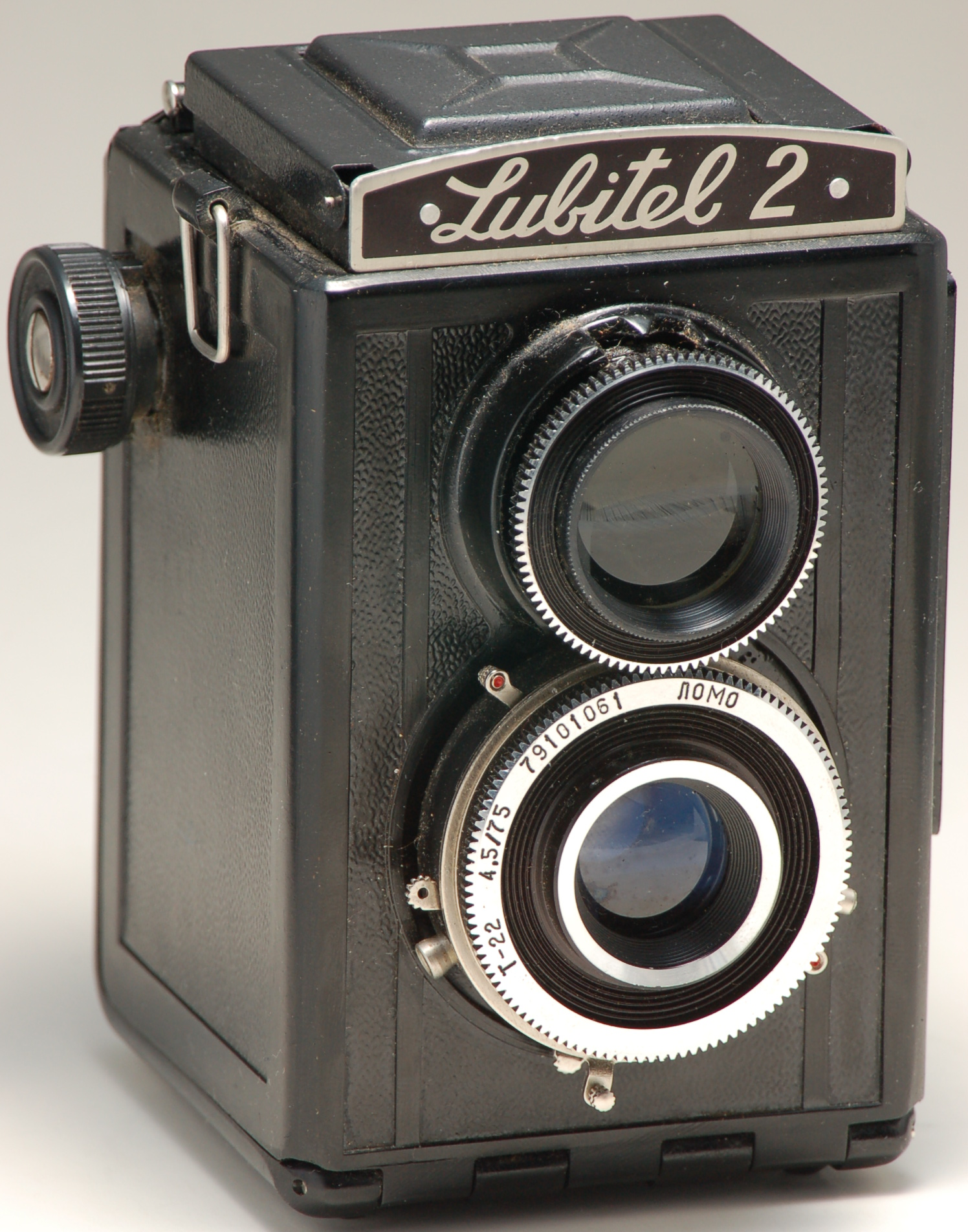
«Любитель-2», шахта видоискателя сложена